# Avinguda
|  | Per a altres significats, vegeu «Avinguda (hidrologia)». |

Una avinguda o un vial tradicionalment era una via ampla vorejada d'arbres que portava a un palau, a una plaça o a un indret important. Actualment la distinció entre avinguda i carrer pot estar donada per l'amplada de la via i no perquè porti a un lloc important.
Un bulevard és un tipus d'avinguda, generalment amb arbres i amb la calçada al mig.

## Història
La avinguda és una de les idees més antigues de la història dels jardins. Una avinguda d'esfinxs encara condueix a la tomba del faraó Hatshepsut. Les avingudes definides de forma similar pels lleons de pedra condueixen a les tombes de Ming a la Xina. Els arqueòlegs britànics han adoptat criteris molt específics per a les "avingudes" en el context de l'arqueologia britànica.

## Disseny
Per millorar l'acostament a mansions o cases pairals, es van construir avingudes al llarg de la unitat d'entrada. De vegades, les avingudes es troben en dobles fileres a cada costat d'una carretera. Els arbres preferits per a les vies es van seleccionar per la seva alçada i velocitat de creixement, com ara els pollancres, el faig, el til·ler I el castanyer. A l'era de l'antibèrum del sud dels Estats Units s'utilitzava típicament l'alzina viva del sud, perquè els arbres van crear una bella marquesina d'ombra.
De vegades, les avingudes d'arbres van ser dissenyades per dirigir l'ull cap a algun edifici o element arquitectònic distintiu, com ara capelles, gazebos o capritxos arquitectònics.

## Galeria

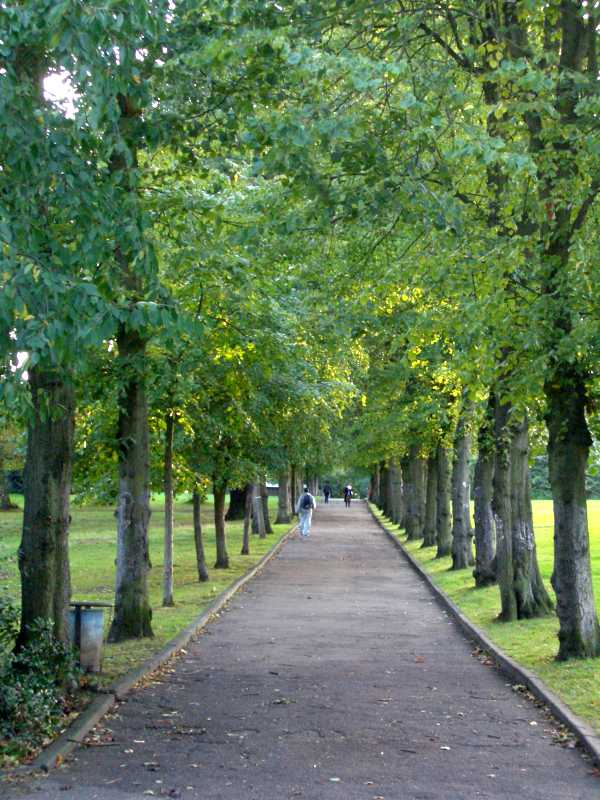
Una avinguda al Parc d'Alexandra, Londres
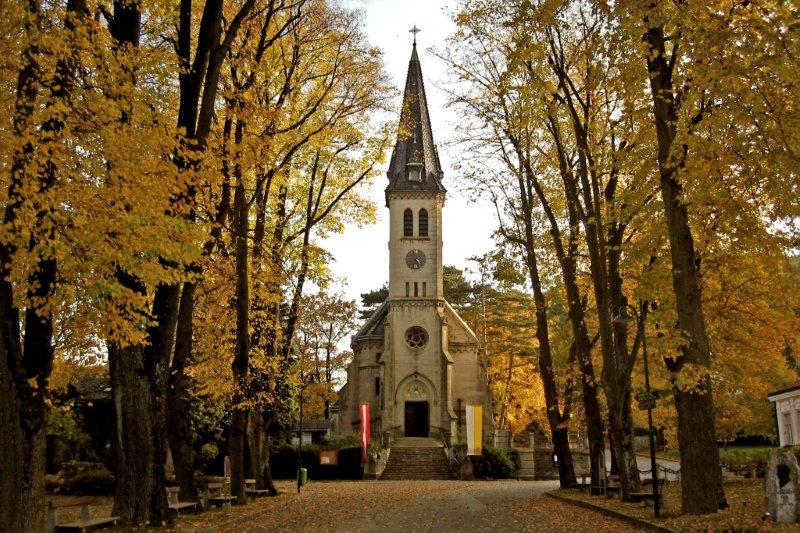
Una avinguda a Weissenbach an der Triesting, Àustria
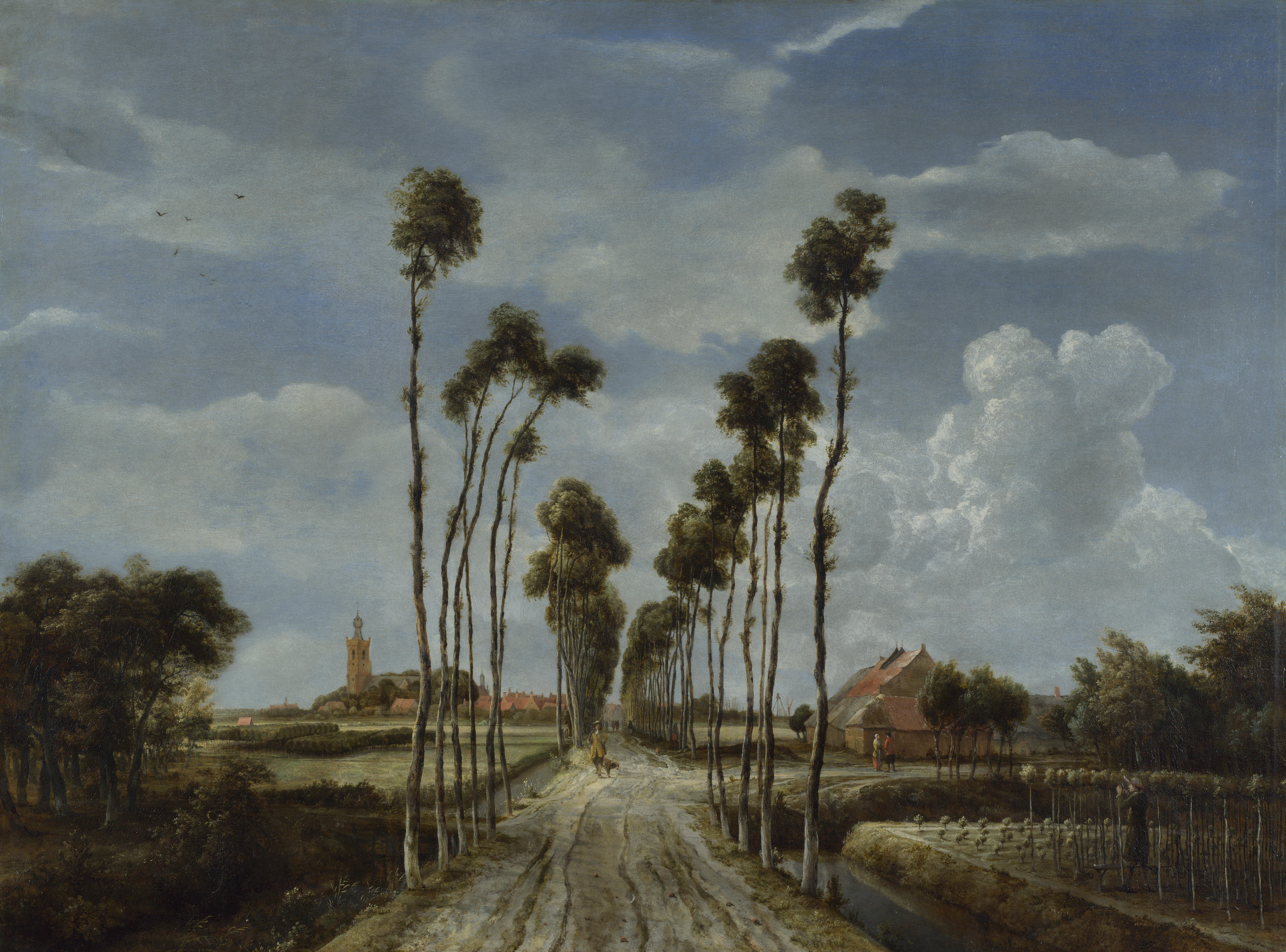
L'Avinguda a Middelharnis de Hobberma, 1689
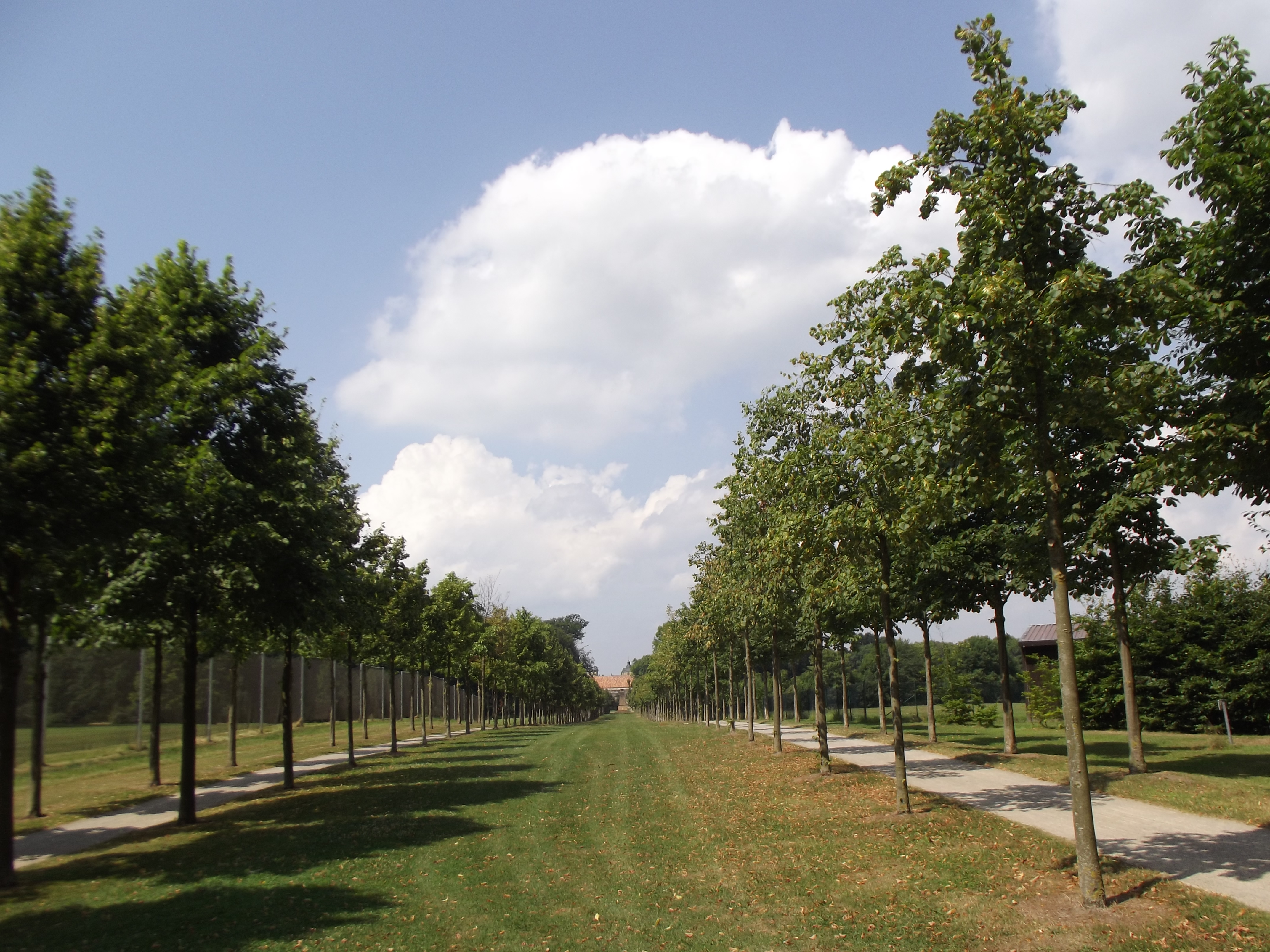
L'antiga Avinguda Steinfurter Bagno que porta al castell local al fons, usada com a doble bicicleta
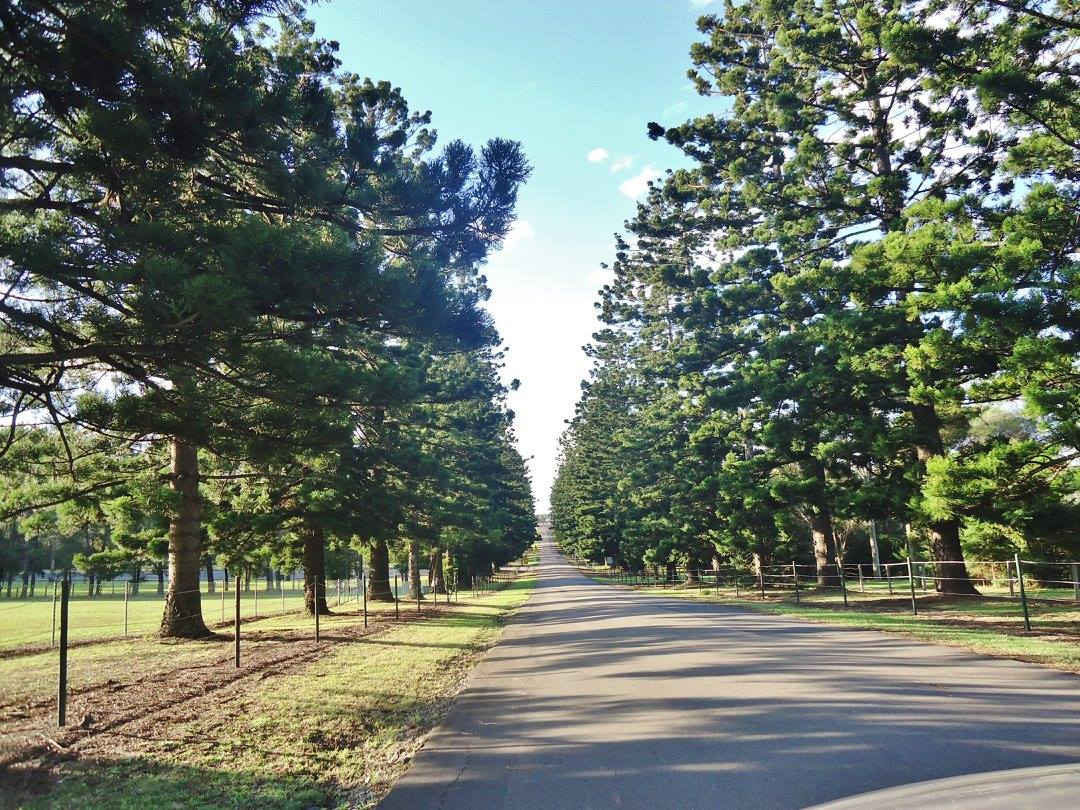
Una avinguda de pins cèrcols a Sydney, Austràlia.
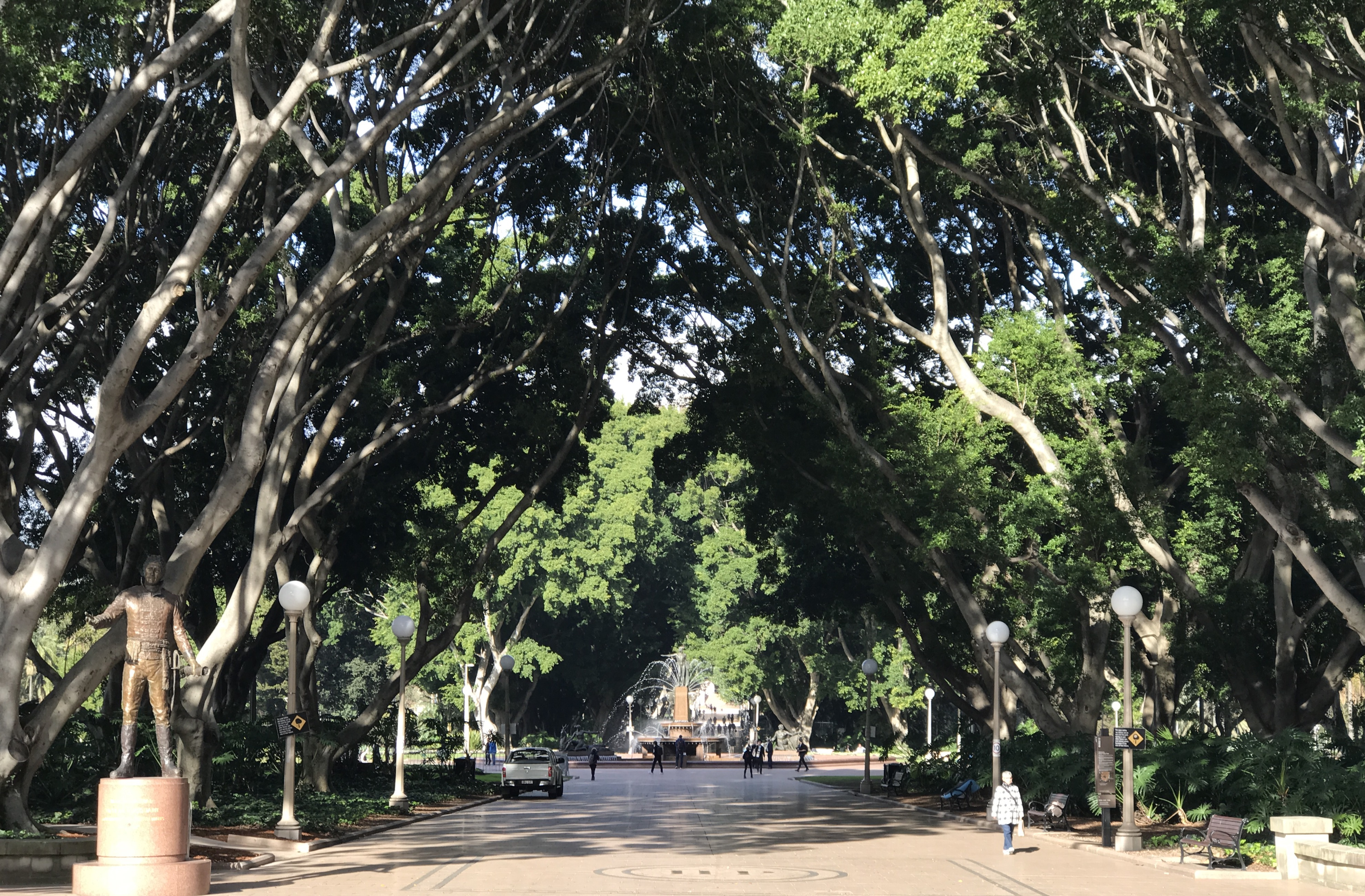
Avinguda de figers a Hyde Park, Sydney